# CLN6
La proteína neuronal de lipofuscinosis ceoide 6 es una proteína que en humanos está codificada por el gen CLN6 .
La proteína CLN6 es parte del complejo EGRESS (retransmisión de enzimas del sistema lisosómico del retículo endoplasmático a Golgi), que recluta enzimas lisosomales en el retículo endoplásmico para promover su transferencia al complejo de Golgi. El complejo EGRESS está compuesto por proteínas CLN6 y CLN8. Las mutaciones con pérdida de función en CLN6 dan como resultado una exportación ineficaz de enzimas lisosomales del RE y niveles disminuidos de las enzimas en el lisosoma.